# سومترا بي دي أف
سومترا بي دي أف هو قارئ حر وخفيف الوزن ومجاني لملفات بي دي أف والكتب الإلكترونية. تم تطويره خصيصًا لنظام التشغيل ويندوز ، ولكن يمكن تشغيله أيضا على لينكس.